# Frankering

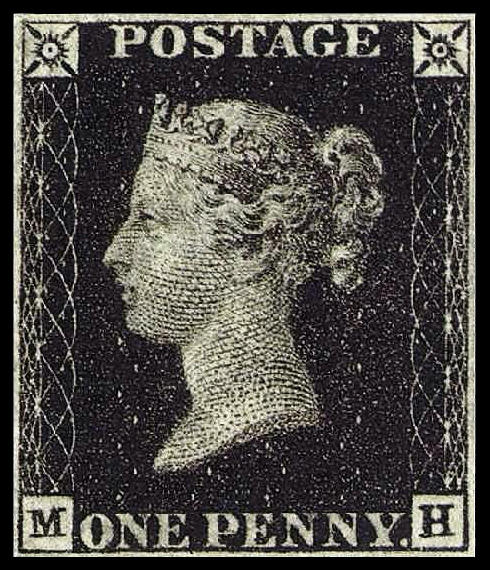
Penny Black uit 1840: De eerste postzegel ter wereld.

Frankering houdt in dat een poststuk (brief, pakket, enzovoort) wordt voorzien van postzegels, een automaatstrook, een frankeerstempel of een postzegelcode; dit dient als bewijs dat de betaling geregeld is. Het bedrag is afhankelijk van gewicht en grootte van het poststuk en van de aard van verzending. Er wordt onderscheid gemaakt tussen binnenland en buitenland.

## Geschiedenis en etymologie
De termen porto en frankering hebben tegenwoordig ongeveer dezelfde betekenis, maar hebben een verschillende historische achtergrond.
Porto is via het Franse port (vrachtgeld) en porter (dragen) afgeleid van het Latijnse portare (dragen, vervoeren, overzetten). De betekenis overzetten verklaart het verband met het stamwoord portus (haven, riviermonding), waarvan ook voorde, varen en poort afgeleid zijn. In de betekenis vrachtgeld is het woord port in het Frans voor het eerst bekend uit 1560 en in het Vroegnieuwnederlands uit 1585. De samenstelling briefport werd in 1670 gebruikt, maar strafport pas in 1895, na Rowland Hills innovatie om als regel de afzender in plaats van de ontvanger te laten betalen voor poststukken. Deze regel werd in Engeland in het midden van de 19e eeuw ingevoerd. Tevoren werd dit ook wel gedaan, maar was het de gewoonte dat de ontvanger betaalde.
Frankering betekent letterlijk dat de ontvanger vrijgemaakt is van de verplichting om te betalen voor de post, aangezien de afzender al betaald heeft. Het Duitse woord frankieren wordt in 1663 al in deze betekenis gebruikt. Het Italiaanse woord francare (vrijmaken) is een afleiding van franco (vrij) en stamt uit het eind van de dertiende eeuw, maar het is onduidelijk wanneer men het ging gebruiken in de betekenis van frankeren. Daardoor is onduidelijk of de Duitse betekenis ontleend is aan de Italiaanse.
Ook in het handelsverkeer betekent franco dat de afzender de verzendkosten betaalt. Volgens de incoterms kan ook afgesproken worden tot waar precies de verzending voor rekening van de afzender is: franco wordt daar gebruikt als de Nederlandse term voor deliverd.

## Alternatieven
Alternatieven voor frankering zijn:
- ongefrankeerd (onbedoeld): de ontvanger betaalt voor de porto plus een boete (strafporto).
- ongefrankeerd (postservice): de ontvanger betaalt voor de porto aan de postbode.
- port betaald (voorgedrukt of voorgestempeld): grote(re) partijen worden in één keer afgerekend door degene die de post verzendt (bedrijf, instelling, enzovoort).
- strafport: de verzender heeft niet of onvoldoende gefrankeerd en de ontvanger moet daarvoor betalen.
- rembours: een mogelijkheid om bij uitreiken van het poststuk geld te incasseren voor porto en/of inhoud.
- aangetekend: extra zekerheid van verzenden door persoonlijke uitreiking.
- franco: de ontvanger kan het poststuk zonder betaling in ontvangst nemen. Het poststuk is gefrankeerd en bovendien is het geen rembours en hoeft er bij ontvangst geen invoerrecht en btw te worden betaald.